# Tmesisternus trivittatus
Tmesisternus trivittatus là một loài bọ cánh cứng trong họ Cerambycidae.